# Virginia MacVeagh
Virginia Cameron MacVeagh (ur. 29 lipca 1888 w Evanston, zm. 5 listopada 1973 w Santa Barbara) – brytyjska tenisistka, występująca na kortach na początku XX wieku.
Przeszła do historii tenisa jako pierwsza finalistka French Open, która nie była Francuzką. Reprezentantka Wielkiej Brytanii doszła do finału międzynarodowych mistrzostw Francji w 1906 roku. Mecz przegrała z jedną z wielokrotnych mistrzyń turnieju, Kate Gillou-Fenwick. Wynik spotkania nie jest znany.